# 伯玄社
伯玄社（はくげんしゃ）は、福岡県春日市伯玄町に所在する、力持ちで働き者だったという伯玄（はっけん）を祀る小社である。

## 解説

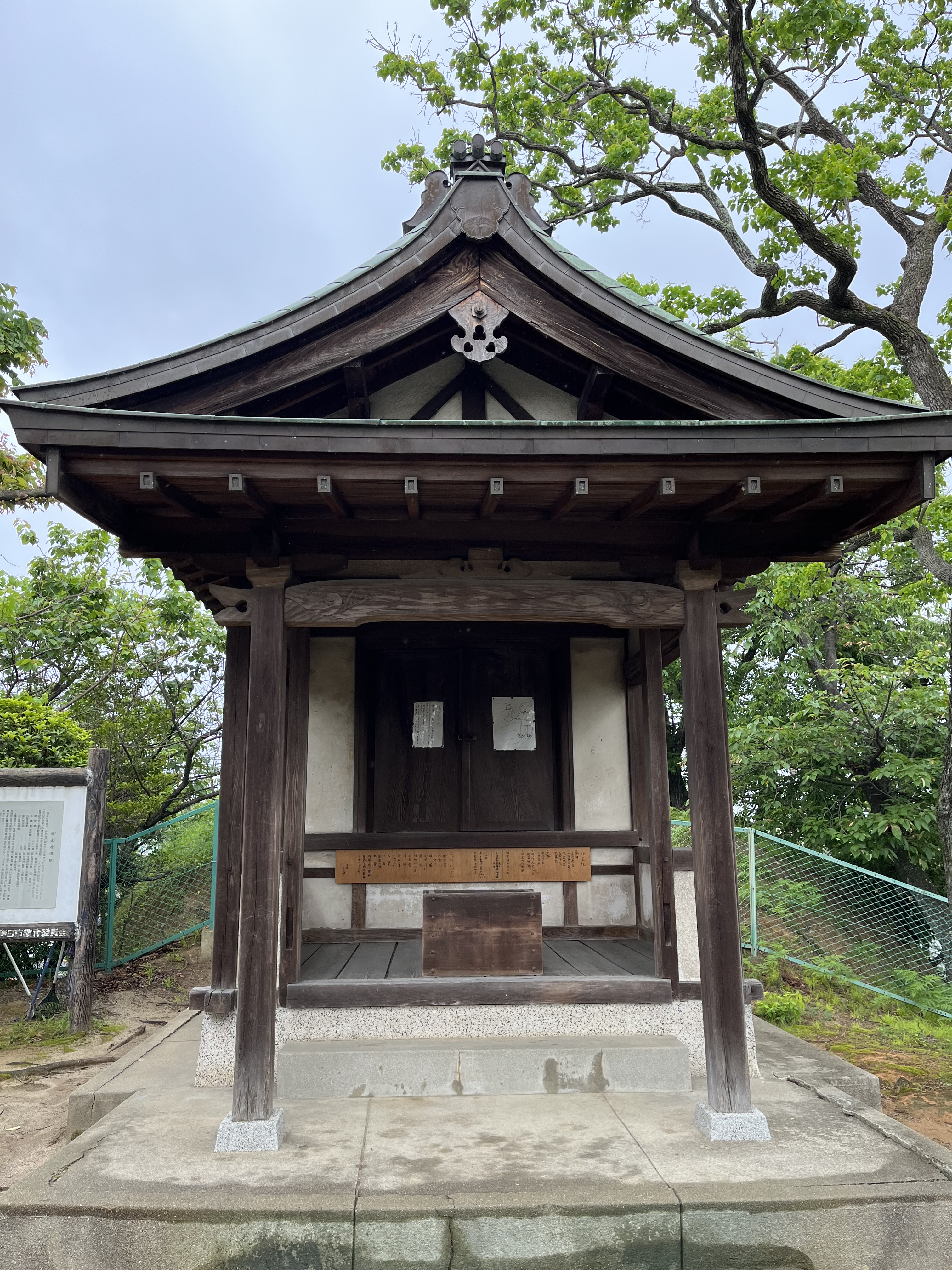
神殿の前のお堂

1966年（昭和41年）晩秋、伯玄社の丘では、中央公民館の建設に先立って埋蔵文化財の発掘調査が始まった。有名な伯玄社遺跡である。このとき、伯玄社も東側に移す必要があって調査され、堂宇の直下から鎌倉時代と推定される人骨が出土した。
『筑前国続風土記拾遺』に「伯玄ヶ塔とて石祠あり、伯玄といひし強力の者の塚也と云」とあり、伯玄さんが実在の人物であったと言われている。
古老の話では、「高い石段を登ると松林の中にワラぶきのお堂があった。伯玄さんは働き神で、奉納の大ワラジがいつもぶら下がっていた。7月20日に無病息災を祈願してお籠りをし、子供たちは米一合を持ち寄り、おにぎりを作って食べるのが楽しみだった。」ということであった。
伯玄社には様々な種類の石造物を見ることができる。（略）伯玄社の2基の板碑は、形状から墳墓での供養塔として作られたのではないかとされている。
伯玄社にはこの他、馬守護神塔、高皇産霊尊（たかみむすびのみこと）塔がある。前者には「天保三年」（1832年）の記年があり、大谷小学校建設の時、字大南（あざおおみなみ）からここに移された。（略）大南に昔、馬つくろい場があったということであったので、それと関係があったかもしれない。高皇産霊尊塔は文政2年（1819年）作で巨大な自然石である。高皇産霊尊は農業神である。お堂の裏には石殿があり、正面の奥に「大己彦神（おおなむちのひこがみ）」と彫られ、裏面に「寛政十一年」（1799年）の記年がある。